# Albert Sévigny
Pour l’article homonyme, voir Sévigny (homonymie).
Albert Sévigny (31 décembre 1881-14 mai 1961 à l'âge de 79 ans) est un avocat et homme politique fédéral du Québec.

## Biographie
Né à Tingwick dans la région du Centre-du-Québec, il ouvrit un cabinet d'avocat à Québec en 1905. De ans plus tard, il fut candidat du Parti conservateur du Québec, mais il fut défait. Élu député du Parti conservateur dans la circonscription fédérale de Dorchester en 1911. Son élection est facilitée par une alliance informelle entre les Conservateurs et les Nationalistes dirigés par Henri Bourassa parce que Sévigny avait des sympathies avec les visions de Bourassa.
Durant sa carrière parlementaire, il était un ardent partisan de la participation canadienne à la Première Guerre mondiale, malgré le fait que la bonne majorité des Québécois étaient contre. Devenu un conservateur dévoué, il obtient le poste de Président de la Chambre des communes en 1916.
Le premier ministre Robert Borden dut faire face à une division idéologique du Canada en deux, soit les Anglo-canadiens favorable à la participation canadienne au conflit mondial, et celle de Canadiens-français qui étaient contre. Cette division conduisit à la Crise de la conscription. En 1917, Sévigny quitta la présidence pour se joindre au Cabinet et aider le gouvernement à persuader les Québécois des politiques du gouvernement.
Nommé ministre du Revenu national et en raison de la loi de l'époque, il dût démissionner et se présenter lors d'une élection partielle qu'il remporta en 1917.
En juin 1917, Borden introduit la mesure de conscription et de tous les membres Canadiens-français élus au parlement, seulement trois votèrent pour la conscription, dont Sévigny.
Peu avant les élections de 1917, Borden forma un gouvernement d'union avec les Libéraux dissidents. Après les élections, le paysage politique changea selon des considérations linguistiques, alors que les Conservateurs étaient balayés du Québec dont Sévigny qui était candidat dans Dorchester et dans Westmount—Saint-Henri. Malgré les pertes au Québec, le Canada anglais opte largement pour la coalition et permet à Borden de former un gouvernement majoritaire.
En 1921, Sévigny devint juge à la Cour supérieure du Québec où il devint juge en chef-associé en 1933 et juge en chef en 1942. Il présidera notamment au procès d'Albert Guay dans la célèbre affaire de Sault-au-Cochon en 1950.

## Hommages
La rue Sévigny a été nommée en son honneur, en 1964, dans l'ancienne municipalité de paroisse de Sainte-Monique-des-Saules maintenant présente dans la ville de Québec.
Son épouse, Jeanne Lavery a aussi une rue nommée en son honneur, la rue Jeanne-Lavery, dans la ville de Québec. La nomination date de 1990.